# Grabovitz Gergely
Grabovitz Gergely (Grabovicz; 1822. – Eperjes, 1896. január 21.) főgimnáziumi tanár.

## Élete
Az 1857-től az Eperjesi Királyi Katholikus Főgimnázium tanára. Mennyiségtant és természettant tanított, a természettani szertár őre volt. Gyarapította az iskola pénz- és éremgyüjteményét.
1888-ban saját kérésére szabadságolták, majd 1889-ben nyugdíjba vonult. Ekkor 500 forintos jótékonysági alapítványt tett.
Az Országos Középtanodai Tanáregylet és a Természettudományi Társulat tagja volt. Az Eperjesi kir. kath. főgimnázium róm. kath. vallású szegény tanulóit segítő egyesületének alapító tagja, s egy időben az igazgató választmányának tagja volt.
Személyesen ismerte a szinyei Merse családot. Tanítványa volt Tuhrinszky Károly (1857-1904) történelem és latin nyelv szakos gimnáziumi tanár.
Eperjesen helyezték végső nyugalomra.